# Ољејњиков
Ољејњиков (слч. Olejníkov) насељено је мјесто са административним статусом сеоске општине (слч. obec) у округу Сабинов, у Прешовском крају, Словачка Република.

## Становништво
| Година:    | 1994. | 2004.    | 2014.    | 2024.    |
| ---------- | ----- | -------- | -------- | -------- |
| Број људи: | 277   | 357      | 454      | 675      |
| Разлика:   |       | +28,88 % | +27,17 % | +48,67 % |

| Година:    | 2023. | 2024.   |
| ---------- | ----- | ------- |
| Број људи: | 642   | 675     |
| Разлика:   |       | +5,14 % |

Према подацима о броју становника из 2011. године насеље је имало 416 становника.